# Zubanj
Zubanj (cyr. Зубањ) – wieś w Bośni i Hercegowinie, w Republice Serbskiej, w gminie Rudo. W 2013 roku liczyła 19 mieszkańców.